# Gniew (miasto)

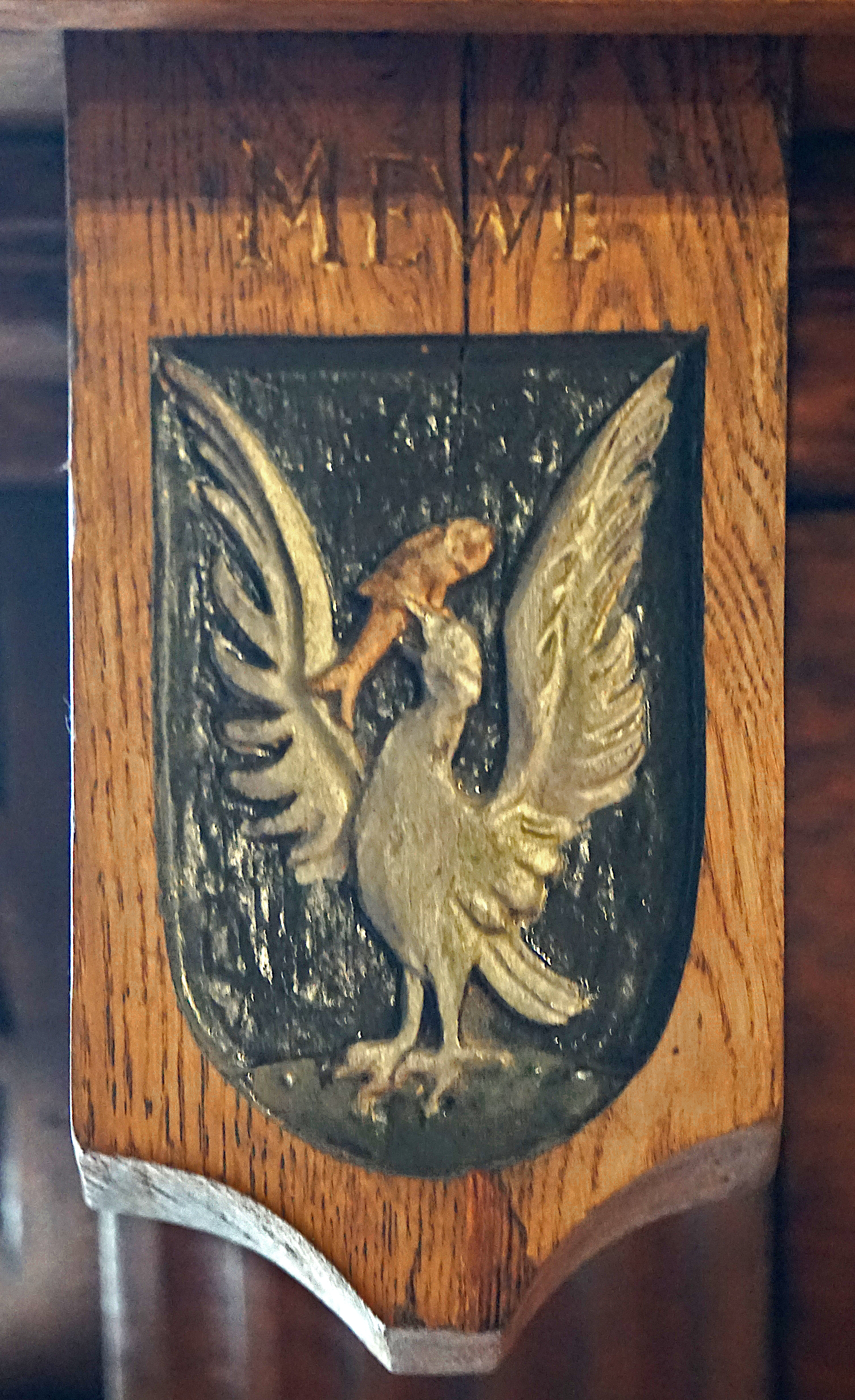
Herb Gniewa w sali plenarnej staromiejskiego ratusza w Gdańsku

Gniew (pierw. Wońsk, późn. Gmew, niem. Mewe) – miasto w woj. pomorskim, przy ujściu Wierzycy do Wisły, w powiecie tczewskim, siedziba gminy miejsko-wiejskiej Gniew.
W 1664 należało do starostwa gniewskiego, jak i w 1765.
W latach 1954–1957 wieś należała do gromady Szprudowo, po przeniesieniu siedziby gromady, należała i była siedzibą władz gromady Gniew. W latach 1975–1998 miasto administracyjnie należało do woj. gdańskiego.
Według danych z 1 stycznia 2018 Gniew liczył 6791 mieszkańców. Gniew leży na 877 kilometrze Wisły.

## Położenie
Gniew leży w widłach utworzonych przez Wisłę oraz uchodzącą do niej Wierzycę. Na tym odcinku Wisła płynie w Dolinie Kwidzyńskiej, która stanowi końcowy fragment tzw. Doliny Dolnej Wisły. Terytorialnie Gniew leży na skraju Pojezierza Starogardzkiego oraz Kociewia.
Według danych z 1 stycznia 2011 powierzchnia miasta wynosiła 6,04 km².

## Nazwa
Pierwsze wzmianki o Gniewie w źródłach pisanych pochodzą z 1. poł. XIII w. 
W XIII wieku miejscowość wg Kazimierza Rymuta nazywano Gmew lub Gmiew (terra Gymeu, ordinis terram Gymeu cum tota Wansca – 1229 r., Gimen – 1245 r., Gymeu – 1279 r., Gymew – 1279 r., Gmew – 1282 r., Gemewe – 1291 r.). Rymut za Mikołajem Rudnickim nazwę wywodzi od pierwiastka *gm – wzniesienie – na którym założono miasto przy ujściu Wierzycy do Wisły.
Natomiast okolicę dokumenty z XIII wieku określają nazwą Wańsk (wg Rymuta) lub Wońsk (wg Bugajskiej). Zachowane zapisy de Wansk sive de Gmew i Wansca. Nazwę Wańsk/Wońsk wywodzi się od ówczesnej nazwy rzeki Wania/Wonia (dziś Wierzyca); zdaniem Bugajskiej najwyraźniej cuchnącej – woniejącej.
Bugajska zapisy od 1235 r. – Gmewam, Gimen, Gymeu, Gimeo, Gymew, Gnyf, Gneva – wywodzi od czasownika „gnić” – skojarzonego z Wońsk, „wonieć”, od cuchnącej zgnilizny. Rodzima nazwa słowiańska.
Niemieckie Mewe pochodzi od zniekształconego Gmewe, gdzie pierwsza litera zanika w wymowie niemieckiej, podobnie jak w przypadku Gdańsk – Dańsk – Danzig.
Z okresu niemieckiego w herbie miasta pozostała mewa, nawiązująca prawdopodobnie do nazwy Mewe.
Od XV w. notowana jest wtórna forma Gniew (Gnyew – 1454, 1503 r.).

## Historia

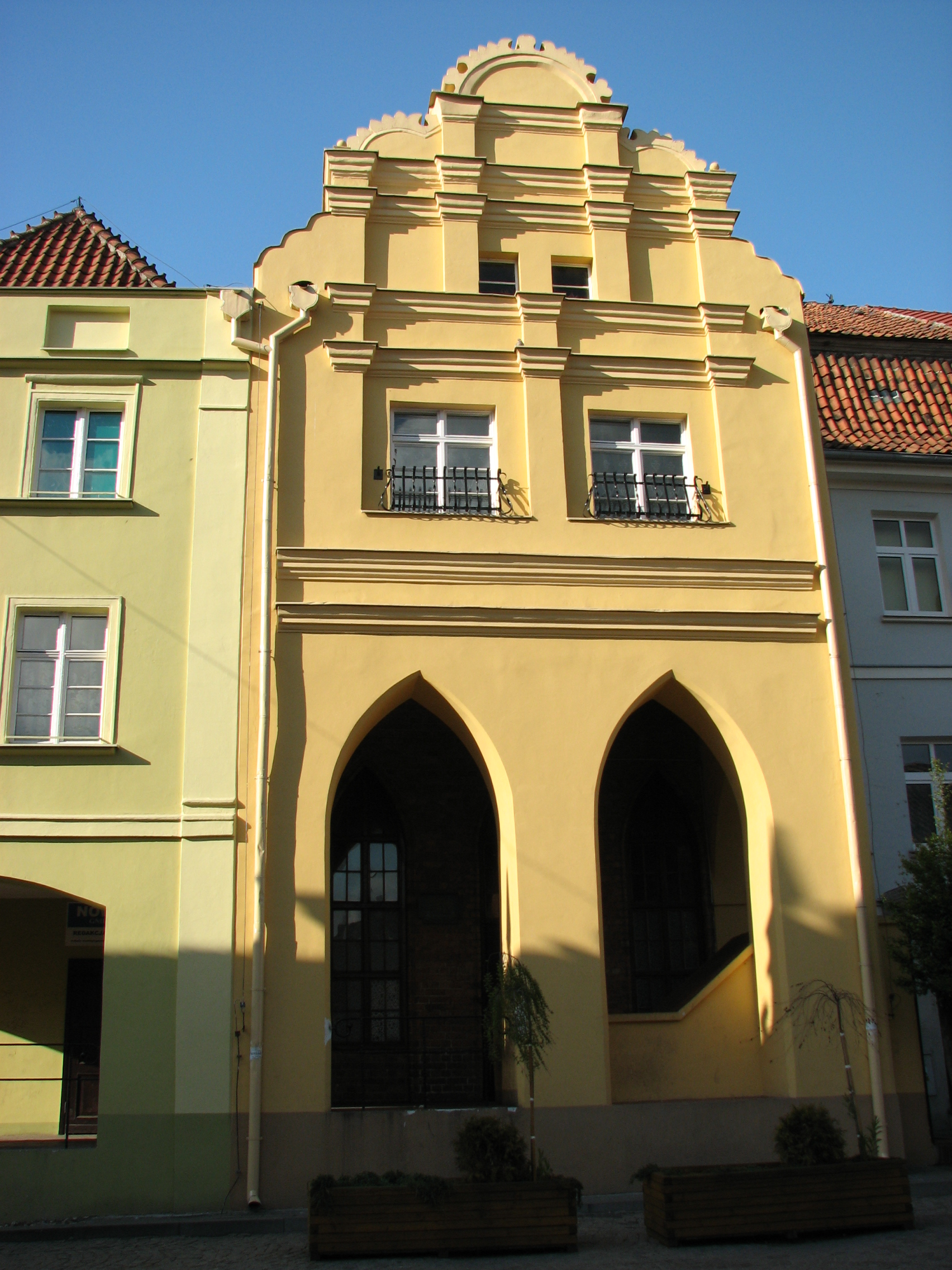
Zachowana gotycka kamienica mieszcząca bibliotekę

Najstarsze ślady osadnictwa pochodzą z 2500 lat przed naszą erą. W początkach naszej ery przebiegał tędy szlak bursztynowy, a już w IX wieku istniały dwa grody.
Od X w. tereny te należały do państwa Polan i były częścią Pomorza Gdańskiego. Po podziale kraju przez Bolesława Krzywoustego Gniew wchodził w skład kasztelanii starogardzkiej. Później ziemie te przypadły książętom Świecia, a w 1229 (pierwsza pisemna wzmianka) od Sambora i Świętopełka otrzymało je oliwskie opactwo cysterskie. W drugiej połowie XIII w. Sambor odebrał Gniew cystersom i w 1276 przekazał krzyżakom w zamian za pomoc w walce ze Świętopełkiem. Zakon, dla którego była to pierwsza posiadłość na lewym brzegu Wisły, przejął gród ostatecznie w 1282. Ważne położenie strategiczne zdecydowało o budowie tu zamku. Po zbudowaniu warowni w 1297 krzyżacy w miejscu wcześniejszej słowiańskiej osady istniejącej wokół kościoła parafialnego, lokowali miasto na prawie chełmińskim i rozpoczęli akcję osadniczą. Od grudnia 1306 i hołdu książąt pomorskich w Byszewie ziemie, na których leżał Gniew wchodziły w skład terenów kontrolowanych przez Władysława Łokietka, do czasu zbrojnego opanowania Pomorza Gdańskiego przez Zakon Krzyżacki w latach 1308–1309.

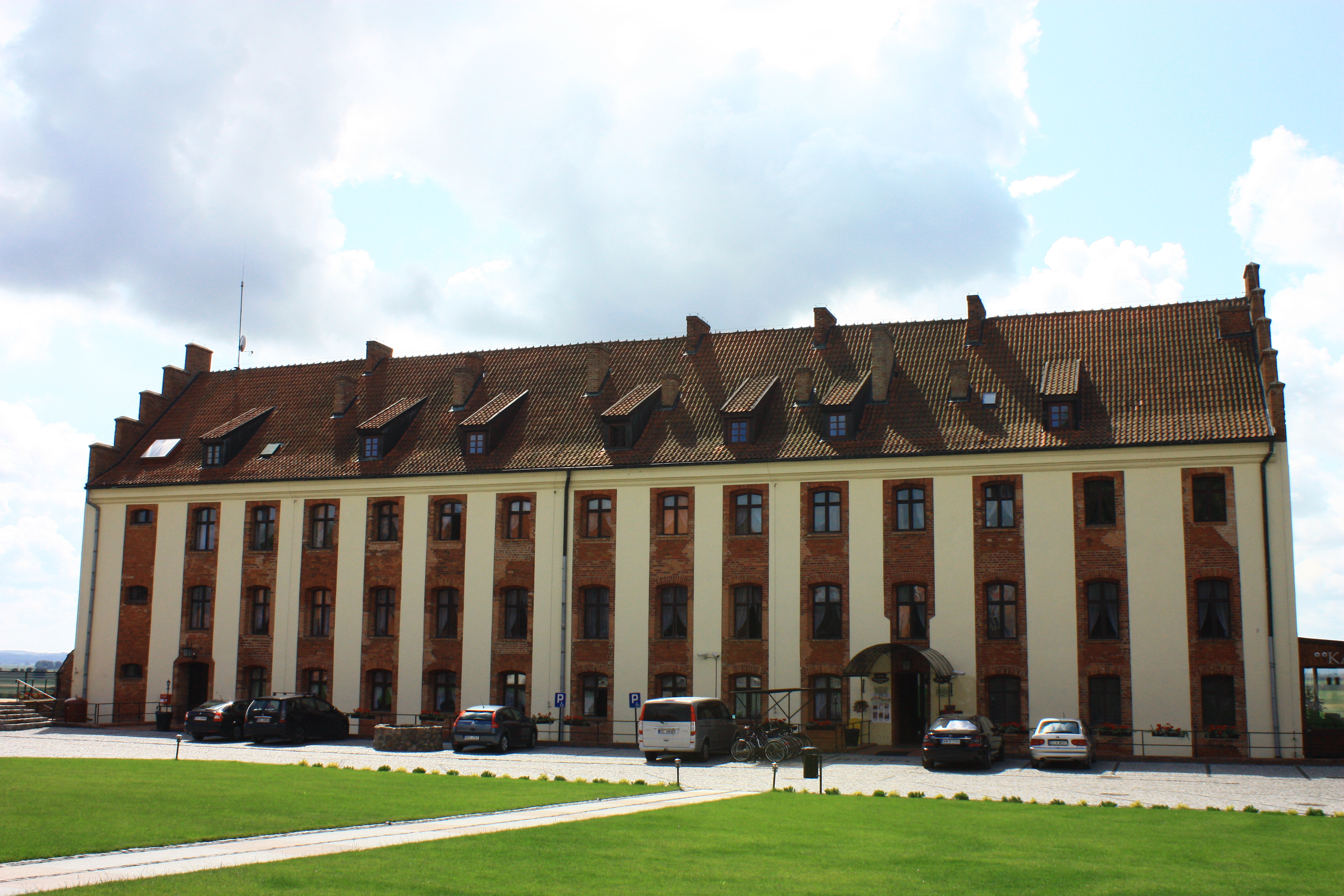
Pałac Marysieńki, XVII w.

Miasto kilkakrotnie przechodziło z rąk do rąk w latach 1410–1466, w 1440 przystąpiło do Związku Pruskiego, by po pokoju toruńskim stać się częścią państwa polskiego aż do czasu I rozbioru. W 1464 zamek został zdobyty przez wojska polskie dowodzone przez Piotra Dunina. Starostą królewskim, w latach 1464–1466, został rotmistrz Tomko z Młodkowa. W latach 1466–1472 starostą Gniewa był Jakub Kostka, herbu Dąbrowa, syn Nawoja Kostki z Rostkowa. Pełnienie tej funkcji potwierdza zezwolenie wydane przez króla Kazimierza Jagiellończyka Pawłowi Jasieńskiemu na wykup dóbr na Żuławach i starostwa gniewskiego. Po nim starostą był Fabian Mgowski, od grudnia 1472 do marca 1483. A od 1483 do 1503 starostą był Sebastian Mgowski.
W latach 1565–1572 starostą gniewskim był Achacy Czema (syn) (Cema, von Zehmen) herbu własnego – wojewoda pomorski od 1566. W latach 1623–1667 starostą gniewskim był książę Albrycht Stanisław Radziwiłł, kanclerz wielki litewski. Po nim starostą gniewskim od 16 marca 1667 był Jan Sobieski, późniejszy król Polski, który zbudował tu m.in. Pałac Marysieńki dla swojej żony Marii Kazimiery. Następnym starostą gniewskim, po rodzie Sobieskich, od 1699 do 1724 został Michał Zdzisław Zamoyski, syn Marcina.
W 1626 podczas II wojny polsko-szwedzkiej w okolicach Gniewa doszło do starcia między siłami Rzeczypospolitej i Szwecji. Bitwa z wojskami Gustawa Adolfa pozostała nierozstrzygnięta.

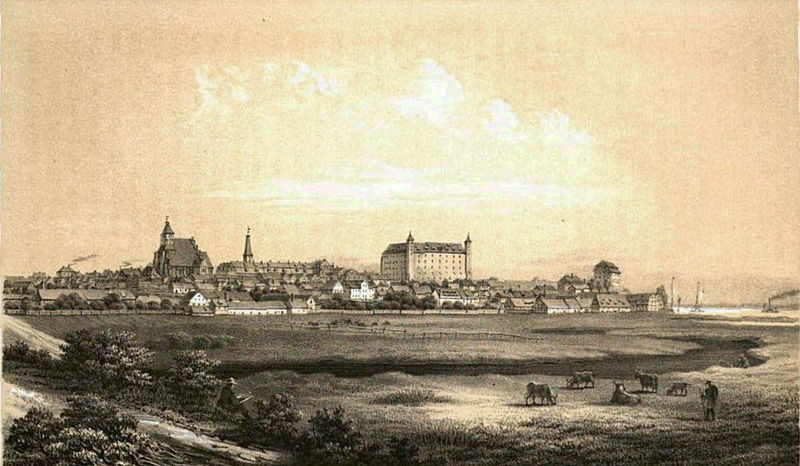
Gniew, 1855

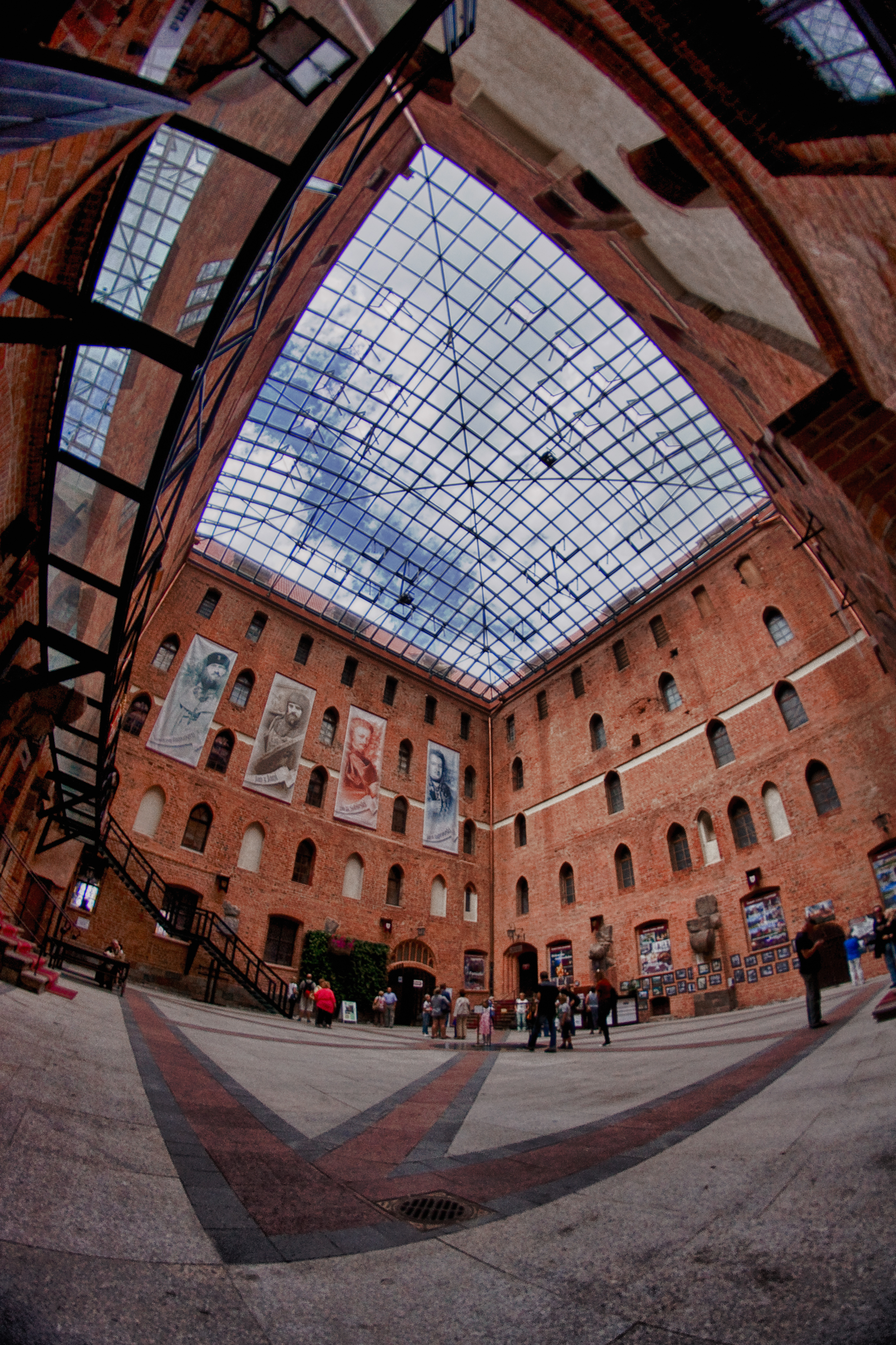
Dziedziniec Zamku

Miasto podupadło na tle ogólnego kryzysu gospodarczego i politycznego Rzeczypospolitej w XVII i XVIII w, w latach 1678 i 1708 miasto nawiedziła zaraza, która zdziesiątkowała liczbę mieszkańców. Kiedy wskutek I rozbioru Polski w 1772 Gniew wcielony został do Prus, liczył sobie zaledwie 850 mieszkańców. W 1807 przez miasto przeszły zmierzające w kierunku Gdańska polskie oddziały generała Dąbrowskiego. W latach 1818–1823 wzniesiony został na rynku (placu Grunwaldzkim) kościół ewangelicki. Został on zaprojektowany przez Karla Friedricha Schinkla, a budowę nadzorował Salomo Sachs.
W 1905 Gniew liczył 4033 mieszkańców, z czego niemal 43 proc. stanowiła ludność niemiecka. W 1919 władzę w mieście przejęła Polska Rada Ludowa, jest to okres tzw. Republiki Gniewskiej. Na mocy traktatu wersalskiego Gniew w 1920 wrócił do Polski i stał się siedzibą powiatu gniewskiego. W 1921 wielki pożar bezpowrotnie spustoszył wnętrza zamku. Od 1929 w mieście wychodziła codzienna gazeta „Dziennik Gniewski” wydawana przez Książnicę Gniewską.
W mieście swą siedzibę miał komisariat Straży Celnej „Gniew”.
W czasie II wojny światowej hitlerowcy urządzili w zamku obóz dla przymusowo wysiedlanej ludności polskiej z Tczewa i okolic. Pod koniec wojny Niemcy zażarcie bronili miasta, aby osłonić drogę odwrotu z Tczewa i Gdańska. Ostateczne zdobycie miasta przez oddziały 108 Korpusu Strzeleckiego 2 Armii Uderzeniowej 2 Frontu Białoruskiego nastąpiło 7 marca 1945.
II wojna światowa zakończyła wielowiekową koegzystencję ludności polskiej i niemieckiej w mieście. Powstały Gniewskie Zakłady Podzespołów Radiowych. W 1957 rozebrany został kościół ewangelicki.

## Demografia
Według danych z 30 czerwca 2009 r. miasto miało 6759 mieszkańców.
Piramida wieku mieszkańców Gniewa w 2014.

## Zabytki

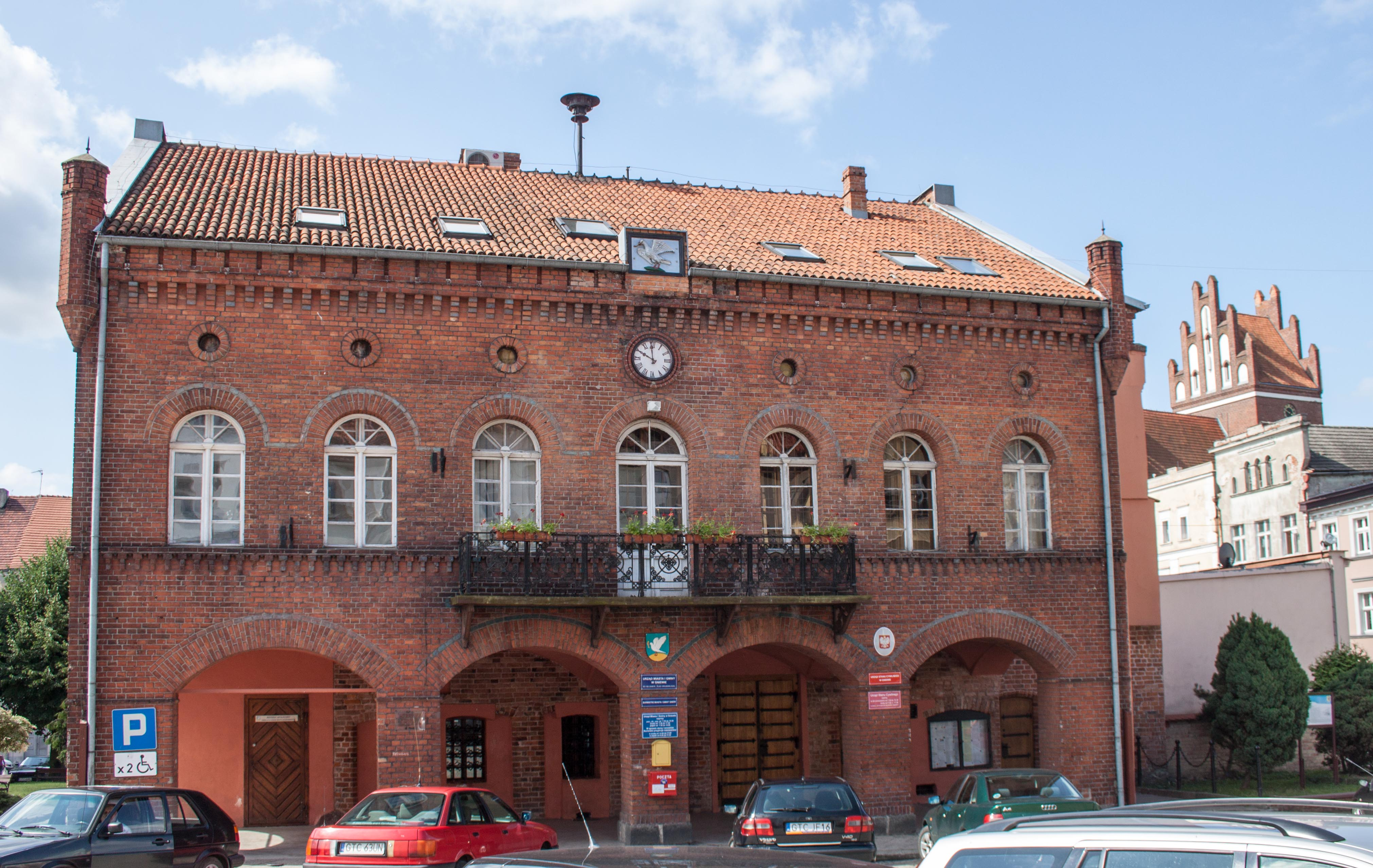
Ratusz

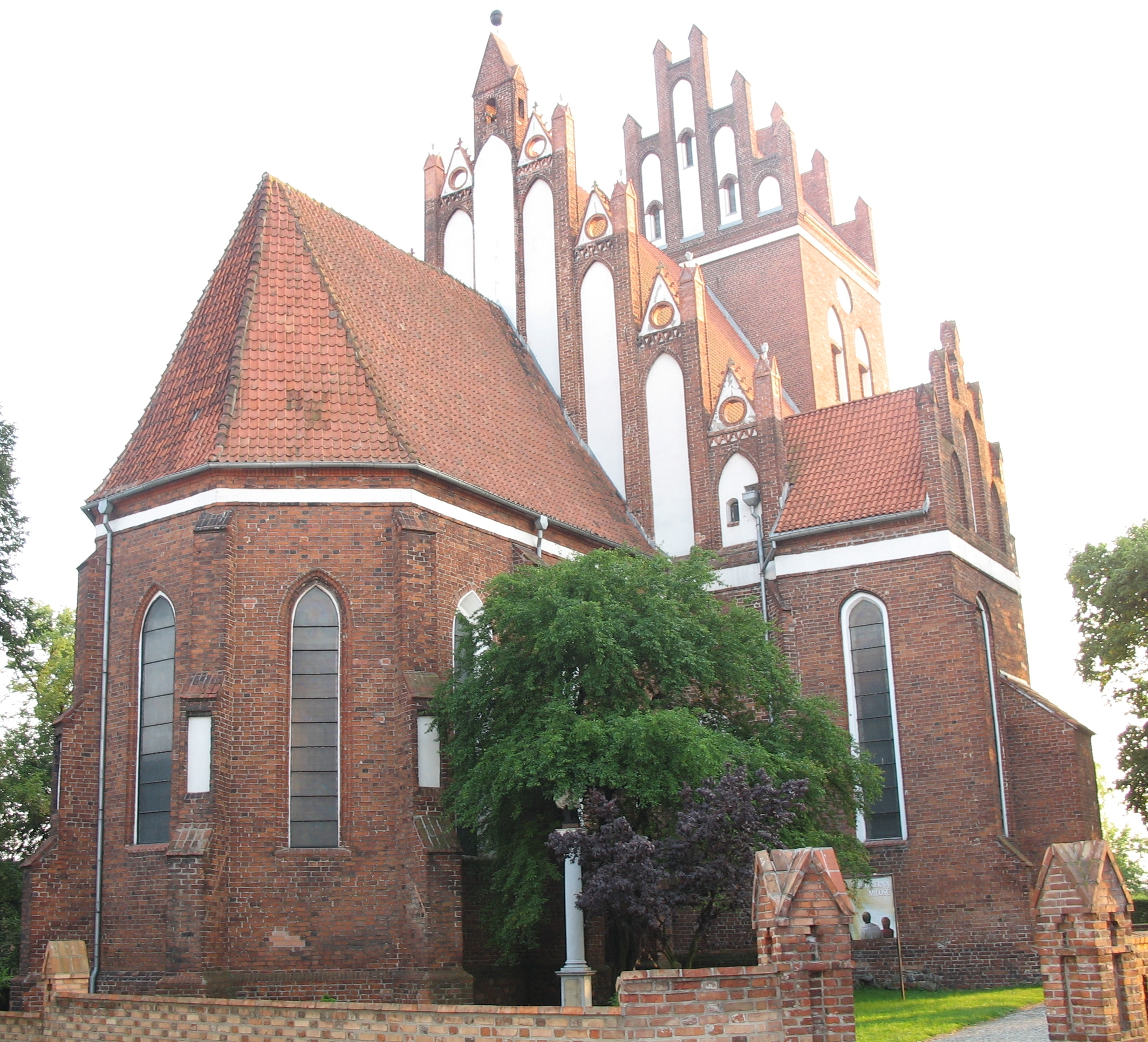
Kościół pw. św. Mikołaja

- Zamek krzyżacki z końca XIII wieku.
- Pałac Marysieńki zbudowany przez Jana Sobieskiego, wcześniejszego starostę gniewskiego, dla żony Marii Kazimiery w 1679. Wbudowany w kompleks zamkowy, jedną stroną zwrócony ku zamkowi, drugą ku Wiśle. Zniszczony przez obsunięcie się skarpy i odbudowany na fundamentach dwóch zabudowań gospodarczych posiada cechy neogotyckie, mieści dziś hotel. Obok dawnego pałacu znajdował się dom myśliwski Sobieskiego, został zniszczony razem z pałacem[15].
- Stare Miasto o zachowanym średniowiecznym układzie przestrzennym, z szachownicowym układem ulic i centralnie położonym kwadratowym rynkiem (pl. Grunwaldzki). Dominuje niska zabudowa, a kamienice pochodzą z XV–XIX w. Pośrodku rynku gotycki ratusz, z przyziemiami z XIII–XIV wieku, pełniący do dziś swoją funkcję.
- Gotycki kościół parafialny pw. św. Mikołaja, położony w południowo-zachodnim narożniku rynku, zbudowany w XIV w., zrekonstruowany w XIX w. Budowla trójnawowa z wyodrębnionym prezbiterium oraz wieżą dzwonną wtopioną w nawę środkową.
- Pozostałości murów obronnych miasta i zespołu zamkowego.

## Edukacja
- Przedszkole
- Szkoła Podstawowa Nr 1 im. Jan III Sobieskiego
- Szkoła Podstawowa Nr 2 im. gen Józefa Hallera
- Zespół Szkół Ponadpodstawowych im. ks. Henryka Mrossa

## Gospodarka
W Gniewie działa m.in.:
- Kongsberg Maritime CM Sp. z o.o. (dawniej Zakłady Mechanizmów Okrętowych „Fama”, później Rolls-Royce Poland)
- Saint-Gobain Construction Products Polska, WEBER Zakład Produkcyjny Gniew (fabryka keramzytu)
- FAMA Sp. z o.o. (producent urządzeń dla przemysłu lądowego, morskiego oraz górnictwa)

## Transport
W 2013 przy zamku krzyżackim w stronę Wisły powstało śmigłowcowe lądowisko Zamek Gniew. W granicach administracyjnych przebiega droga krajowa nr 91 oraz drogi wojewódzkie: 219, 234, 261 i 518.

## Polityka i administracja

### Samorząd[21]
Gniew jest siedzibą gminy miejsko-wiejskiej, w której skład wchodzi miasto oraz okoliczne wsie. W składzie Rady Miejskiej w Gniewie jest 15 radnych.

### Władze miasta[22]
- Burmistrz Miasta i Gminy Gniew – Maciej Czarnecki
- Zastępca Burmistrza Miasta i Gminy Gniew – Joanna Kamińska
- Sekretarz Miasta i Gminy Gniew – Karolina Liebrecht
- Skarbnik Gminy Gniew – Maria Olszewska

### Rada miejska[23]
Radni Rady Miejskiej w Gniewie VIII kadencji (2018–2023)
- Przewodniczący Rady Miejskiej – Damian Szmyt
- Zastępca Przewodniczącego Rady Miejskiej – Walentyna Czapska
- Dominik Diller
- Eugeniusz Dłużewski
- Tomasz Kordunowski
- Weronika Lasota-Syldatk
- Andrzej Lorbiecki
- Dariusz Kowalewski
- Ewa Majewska
- Jacek Ruda
- Łukasz Reimus
- Andrzej Solecki
- Bogumiła Sondej
- Jarosław Sławiński
- Aleksandra Szramka

Radni Rady Miejskiej w Gniewie VII kadencji (2014–2018)
- Przewodnicząca Rady – Walentyna Czapska
- Wiceprzewodniczący Rady – Marek Barnik
- Małgorzata Gajewska
- Zygmunt Gardzielewski
- Alojzy Klimczak
- Tomasz Kotlenga
- Wiesława Kraińska
- Weronika Lasota-Syldatk
- Andrzej Lorbiecki
- Piotr Mroziński
- Tadeusz Netkowski
- Andrzej Solecki
- Damian Szmyt
- Grzegorz Wasielewski
- Wiesław Wesołowski

## Wspólnoty religijne
- Kościół rzymskokatolicki
  - Parafia św. Mikołaja, Kościół św. Mikołaja
- Świadkowie Jehowy
  - Zbór, Sala Królestwa[26]

## Miasta partnerskie
- Castelmassa (Włochy)
- Pelplin (Polska)
- Owidiopol (Ukraina)
- Ostróg (Ukraina)[27]

## Honorowi Obywatele Miasta i Gminy[28]
- Elżbieta Choińska-Bochdan
- Jan Ejnakowski
- Maksymilian Grzegorz
- Franciszek Kamecki
- Kazimierz Kopczyński
- Henryk Mross
- Wacław Odyniec
- Władysław Józef Piaskowski
- Jarosław Struczyński